# Венантий Юниор
Венантий (лат. Venantius; занимал пост в 507) — политический деятель Остготской Италии и римский консул на 507 год в соконсульстве с императором Анастасием I.
Согласно Джеймсу О’Доннеллу (англ. James O’Donnell), Венантий был сыном Либерия (генерала и патриция остготского короля Теодориха Великого), отмечая, что «единственным известным родственником-аристократом» Либерия — за исключением Венантия — был Флавий Авиен Юниор, консул 501 года.